# Fatsija
Fatsija (lat. Fatsia), biljni rod iz Koreje, Japana i Tajvana, kojemu pripadaju tri vrste vazdazelenih grmova. Rod je opisan 1857. s tipičnom vrstom japanska aralija (F. japonica), koja je nekada ukjučivana u rod aralija ili brestanj; oba roda pripadaju porodici brestanjevki. 

## Vrste
1. Fatsia japonica (Thunb.) Decne. & Planch.
2. Fatsia oligocarpella Koidz.
3. Fatsia polycarpa Hayata